# Broniów
Broniów [ˈbrɔɲuf] est un village polonais de la gmina de Chlewiska, du powiat de Szydłowiec et dans la voïvodie de Mazovie dans le centre-est de la Pologne.
l se situe à environ 6 kilomètres au nord-est de Chlewiska, à 7 kilomètres au nord-ouest de Szydłowiec et à 105 kilomètres au sud de Varsovie.
Sa population compte approximativement 270 habitants.